# 奇奇怪界
《奇奇怪界》是1986年由TAITO所製作發行的一款街機射擊動作遊戲，遊戲內容為巫女小夜闖越重重關卡營救被妖怪們擄走的七福神。此後在超級任天堂等遊戲機平台亦有移植版，其續作有《奇奇怪界 謎樣的黑斗篷》（奇々怪界 謎の黒マント）、《奇奇怪界 月夜草子》（奇々怪界 月夜草子）與《奇奇怪界Advance》。
於2022年4月21日在任天堂Switch與PS4平台發行新作，由ナツメアタリ開發，名稱為《奇奇怪界 黑斗篷之謎》，並新增可遊玩角色：天鈿女命、雷、螢御前。

## 奇奇怪界2（奇々怪界2）
STAR FISH開發，PS2用遊戲軟體，發售時間本預定2007年3月，但最後中止發行，國外遊戲網站介紹此遊戲時以『Kiki Kai World』為名稱介紹，但是圖片用的卻是一樣由STAR FISH開發PS2與WII平台的遊戲軟體『雪ん娘大旋風 〜さゆきとこゆきのひえひえ大騒動〜』

## 外部連結
- 黑斗篷之謎官方網站 （页面存档备份，存于）